# مهمة مأهولة إلى المريخ
ظل حلم إرسال بعثة مأهولة إلى المريخ موضوعا لقصص الخيال العلمي، والأفكار الهندسية، والمقترحات العلمية خلال القرن العشرين وحتى القرن الحادي والعشرين. ولا تشمل خطط المقترحات الهبوط على سطح المريخ وحسب ولكن الاستقرار على السطح واستصلاح المريخ في النهاية، ويعد استغلال أقماره فوبوس وديموس هدفاً أيضا.
وقد جرى العمل الأولي للبعثات منذ مطلع الخمسينات، مع البعثات المقررة عادة التي ستستغرق من 10 إلى 30 سنة في المستقبل. تظهر قائمة خطط مهمات المريخ المأهولة في القرن 20 مختلف المقترحات المهمة التي تم طرحها من قبل منظمات ووكالات فضاء متعددة في مجال استكشاف الفضاء.

## السفر إلى المريخ

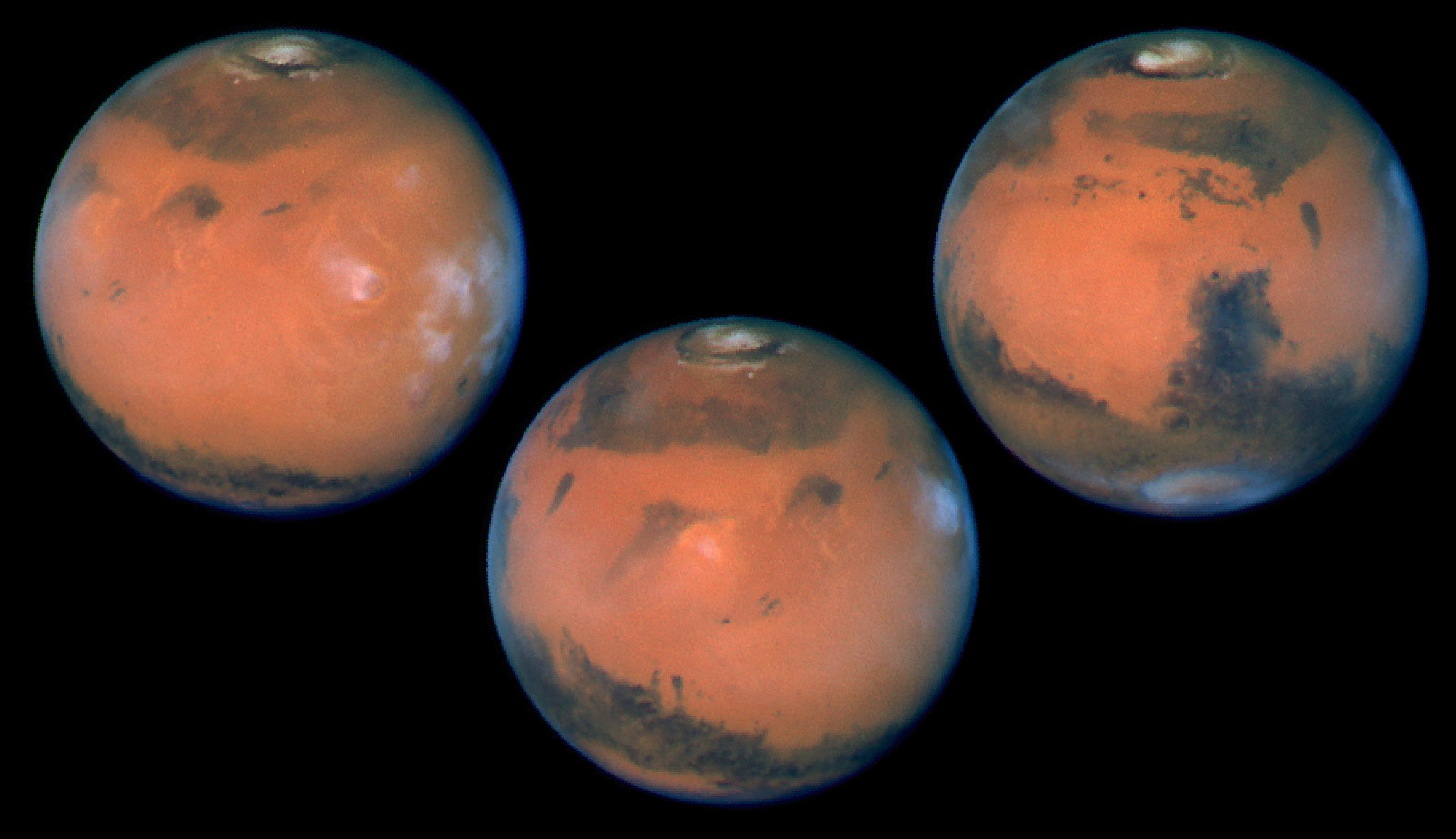
ثلاث مناظر لكوكب المريخ ، "الكوكب الأحمر".

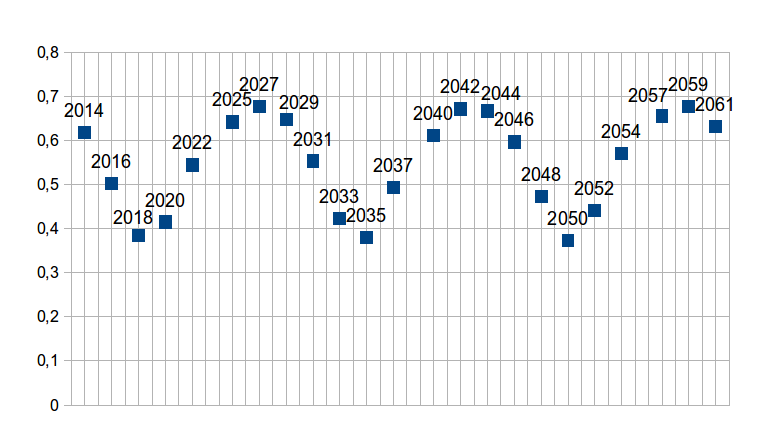
أقرب نهج للمريخ إلى الأرض ، 2014-2061 أوقات الاتصال أقصر قليلاً عندما تكون الأقرب.

الطاقة اللازمة للنقل بين المدارات الكوكبية، أو "∆V"، هي الأدنى على فترات تحددها الفترة السينودسية. بالنسبة لرحلات الأرض / المريخ، يكون ذلك كل 26 شهرًا (سنتان وشهران)، لذلك يتم التخطيط عادةً للبعثات بالتزامن مع إحدى نوافذ الإطلاق هذه. نظرًا لاختلاف حركة مدار كوكب المريخ، تختلف الطاقة اللازمة في النوافذ منخفضة الطاقة على مدار 15 عامًا تقريبًا، مع وجود أسهل النوافذ التي تحتاج إلى نصف طاقة القمم فقط. في القرن العشرين، كان هناك حد أدنى في نوافذ الإطلاق لعامي 1969 و 1971 وقاع آخر في عامي 1986 و 1988، ثم تكررت الدورة.نافذة إطلاق الطاقة المنخفضة التالية تحدث في عام 2033.
تم اقتراح عدة أنواع من الخطط المهمة، مثل فئة المعارضة وطبقة الاقتران، أو طائر [Crocco flyby].أقل نقل للطاقة إلى المريخ هو مدار نقل هوهمان. الرحلة إلى المريخ باستخدام نقل هوهمان تستغرق حوالي 9 أشهر من وقت السفر من الأرض إلى المريخ، حوالي 500 يوم في المريخ لانتظار نافذة النقل إلى الأرض، ونقل هوهمان حوالي 9 أشهر للعودة إلى الأرض.
تتضمن خطط بعثة المريخ الأقصر أوقات الرحلات ذهابًا وإيابًا من 400 إلى 450 يومًا، ولكنها تتطلب طاقة أعلى. يمكن أن تكون مهمة المريخ السريعة التي تستغرق 245 يومًا ذهابًا وإيابًا ممكنة مع التدريج في المدار. في عام 2014 تم اقتراح الاستيلاء على الصواريخ البالستية، مما قد يقلل من تكلفة الوقود ويوفر نوافذ إطلاق أكثر مرونة مقارنة بهوهمان.
في جولة كروكو الكبرى، ستحصل مركبة فضائية مؤلفة من طاقم على كوكب المريخ والزهرة لمدة تقل عن عام في الفضاء. يمكن أيضًا توسيع بعض معماريات مهمة التحليق لتشمل نمطًا من هبوط المريخ مع مركبة فضائية هبوطية في رحلة جوية. اقترحه ر. تيتوس في عام 1966، وهو ينطوي على تمديد مهمة الطيران مع هبوط قصير. بشكل أساسي، سوف تنفصل مركبة قصيرة عن الهبوط من رحلة «الأرض» بين الأرض والمريخ قبل تحليقها للمريخ. ستصل المركبة الهبوطية من طراز أسينت وهبوطها في وقت أقرب وتذهب إلى المدار حول المريخ أو الأرض، واعتمادًا على عرض التصميم ربما قبل 10 إلى 30 يومًا من الحاجة إلى إعادة تشغيلها مرة أخرى إلى سيارة النقل الرئيسية. (انظر أيضا المريخ flyby).
قُدرت عمليات استكشاف الأرض في المريخ في الثمانينات من القرن الماضي لخفض كتلة مهمة المريخ التي تم رفعها من الأرض بمقدار النصف. ونتيجة لذلك، صممت بعثات المريخ مركبات فضائية بين الكواكب ومركبات هبوط قادرة على الكبح الهوائي.

## التحديات
تم التغلب على واحد من أكبر التحديات للهبوط على سطح المريخ من قبل مارينر 4 ، عندما أظهر خصائص الغلاف الجوي. آخر كان مسحًا أساسيًا لكوكب الأرض، لمعرفة أي مكان قد يكون مناسبًا للأرض. وقد تم التغلب على هذا الأمر على مراحل، حيث تم إجراء استطلاعات عالمية رئيسية من قبل مارينر 9 وفايكينج 1 و 2 مداري، والتي دعمت مزارعي فايكنغ للعثور على موقع هبوط مناسب. وقد ساعدت المدارات في وقت لاحق مثل Mars Global Surveyor ، 2001 Mars Odyssey و Mars Express و Mars Reconnaissance Orbiter ، في تحديد موقع المياه.

المقارنة بين الجرعات الإشعاعية - يتضمن الكشف عن الكمية في رحلة من الأرض إلى المريخ من قبل RAD داخل MSL (2011 - 2013).

هناك العديد من التحديات الرئيسية التي تواجه بعثة بشرية إلى المريخ يجب التغلب عليها:
1. تكلفة إرسال الناس إلى المريخ تعد العائق الرئيسي في أي مهمة. تراوحت تقديرات التكلفة من 6 بليون دولار إلى 500 بليون دولار لمختلف البرامج حسب تفاصيل طواقمها.[4][5][6]
2. ويعد التعرض لأشعة كونية ذات الطاقة العالية وغيرها من الإشعاع المؤين تهديدا للصحة.[7][8][9] يوم 31 مايو عام 2013، قال علماء ناسا أن البعثة المأهولة إلى المريخ يمكن أن تنطوي على مخاطر للإشعاع عظيمة على أساس كمية إشعاع الجسيمات النشطة ويتم الكشف عنها من قبل كشّاف تقييم الإشعاع RAD الموجود على متن مختبر علوم المريخ عندما كان مسافرا من الأرض إلى المريخ في 2011-2012. كانت جرعة الإشعاع تحسب 0.66 زيفرت ذهابا وإيابا. حد الإشعاع لمهنة الوكالة لرواد الفضاء هو 1 زيفرت.[1][2][3][10]
3. منالآثار السلبية لبيئة الجاذبية المنخفضة لفترة طويلة على صحة الإنسان، بما في ذلك فقدان البصر [11][12][13]
4. الآثار النفسية للعزلة عن الأرض، وبالتالي، عدم وجود المجتمع نظراً لاستحالة الاتصالات في الوقت الحقيقي مع الأرض إذ يستغرق وصول معلومة من الأرض إلى المريخ بسرعة الضوء 20 دقيقة[14]
5. عدم إمكانية الوصول إلى المرافق الطبية الأرضية.
6. إمكانية فشل المعدات لنظم الدفع أو لدعم الحياة.
7. تلوث المريخ بالميكروبات القادمة من الأرض.[15]

وقدرت بعض هذه القضايا إحصائياً في الدراسة HUMEX.
وقد استعرض إيلمان وغيره المخاوف السياسية والاقتصادية، فضلاً عن جوانب الجدوى التكنولوجية والبيولوجية. في حين الوقود للسفر ذهاب وإياب يمكن أن يكون تحديا، والميثان والأوكسجين يمكن أن تنتج باستخدام المريخ H2O (ويفضل أن يكون جليد الماء بدلاً من الماء السائل) والغلاف الجويCO2 مع تكنولوجيا ناضجة.

### الانطلاق إلى المريخ

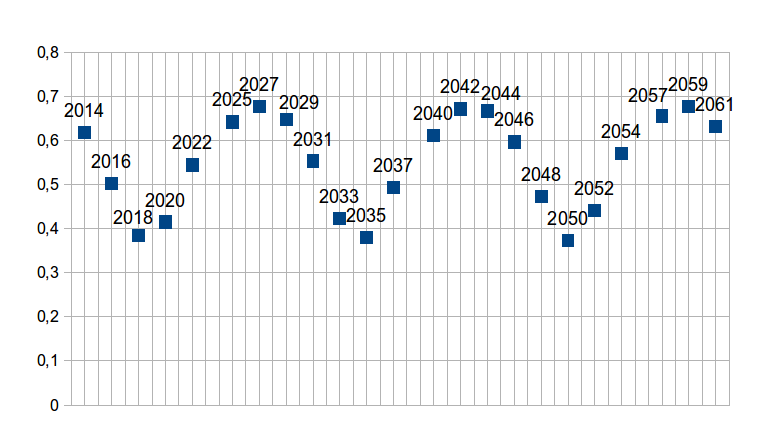
النهج الأقرب من المريخ إلى الأرض، 2014-2061. أوقات الاتصالات هي أقصر قليلا عندما يكون الأقرب.

كما هو الحال مع غيرها من حالات السفر بين الكواكب، والطاقة اللازمة للتنقل بين مدارات الكواكب تضرب نقطة منخفضة في فترات زمنية محددة من قبل لفترة الدور مداري. لرحلات الأرض / المريخ، وهذا يحدث كل 26 شهرا الأرض (2 سنة و 2 أشهر). لذلك عادة ما يتم التخطيط للبعثات لتتزامن مع واحدة من نوافذ الإطلاق هذه. بالإضافة إلى ذلك، الطاقة اللازمة في النوافذ تكون منخفضة الطاقة وتختلف عن ما يقرب من 15 دورة في العام. أسهل النوافذ تحتاج نصف الطاقة فقط من قمم. في القرن 20، كان هناك حد أدنى في عام 1969 و 1971 نوافذ إطلاق وانخفاض آخر في عام 1986 و 1988، ثم تتكرر الدورة.
وقد اقترحت عدة أنواع من الخطط المهمة، مثل الطبقة والطبقة المعارضة بالتزامن، or the Crocco flyby ‏. ومع ذلك، فإن خطط مهمات المريخ النموذجية تكون مواعيد الرحلات ذهابا وإيابا بين 400 إلى 450 يوما. يمكن أن تكون بعثة المريخ تستغرق من 245 يوما ذهابا وإيابا مع التدريج في المدار. باستخدام مدار هوهمان الإنتقالي وهو خطة مشتركة.

## مقترحات البعثة

### القرن 20
خلال القرن الماضي، تم اقتراح عدد من المفاهيم المهمة لمثل هذه البعثة. المؤلف التاريخي لديفيد بورتري في البشر إلى المريخ: خمسون عاما من التخطيط للبعثة، 1950 - 2000 يناقش العديد من هذه.

#### اقتراح فيرنر فون براون (1947 وصولا إلى الخمسينات)
فيرنر فون براون كان أول شخص يجري دراسة فنية تفصيلية لبعثة المريخ. ونشرت التفاصيل في كتابه مشروع المريخ (1952)؛ نشرت باللغة الإنجليزية باسم مشروع المريخ  (1962) والعديد من الأعمال اللاحقة، وظهرت في مجلة كولير في سلسلة من المقالات بدأت في مارس 1952. وكانت شعبية وهي خليط من مفهوم بعثة فون براون باللغة الإنجليزية من قبل لي ويلي في كتابه غزو الفضاء (1949)، ويضم الرسوم التوضيحية عن طريق تشيسلي بونيستيل. تصور مشروع فون براون إلى المريخ لما يقرب من ألف مركبة من ثلاث مراحل إطلاق من الأرض لنقل قطع الغيار اللازمة لبعثة المريخ التي يتم بناؤها في محطة الفضاء في مدار حول الأرض. ظهرت البعثة نفسها في شكل أسطول من المركبات الفضائية عشرة مجتمعة مع طاقم يضم 70 من الرواد موجهة إلى المريخ، وبذلك نكون بمثابة رحلة لثلاث سفن سطحية مجنحة التي من شأنها أن تهبط أفقيا على سطح المريخ. (اعتبر الهبوط بمركبات ذات أجنحة ممكنا لأنه في ذلك الوقت كان تم اقتراحه، وكان يعتقد أن الغلاف الجوي للمريخ أكثر كثافة مما كان معلوما في وقت لاحق، ثم تم التأكد منه.)
في الرؤية المنقحة عام 1956 لخطة مشروع المريخ، نشرت في كتاب استكشاف المريخ من قبل فيرنر فون براون وويلي لي، تم خفض حجم البعثة، بحيث لا تتطلب سوى 400 عملية إطلاق لوضع سفينتين معا، لايزال الأمر يستلزم اعتماد مركبة الهبوط ذات الأجنحة. الإصدارات الأحدث من المهمة المقترحة، ظهرت في سلسلة من أفلام ديزني «رجل في الفضاء»  أظهرت مركبات كروز تنطلق بين الكواكب مدفوعة بمحركات أيونية تعمل بالطاقة النووية.

#### مقترحات الولايات المتحدة (الخمسينات والستينات)

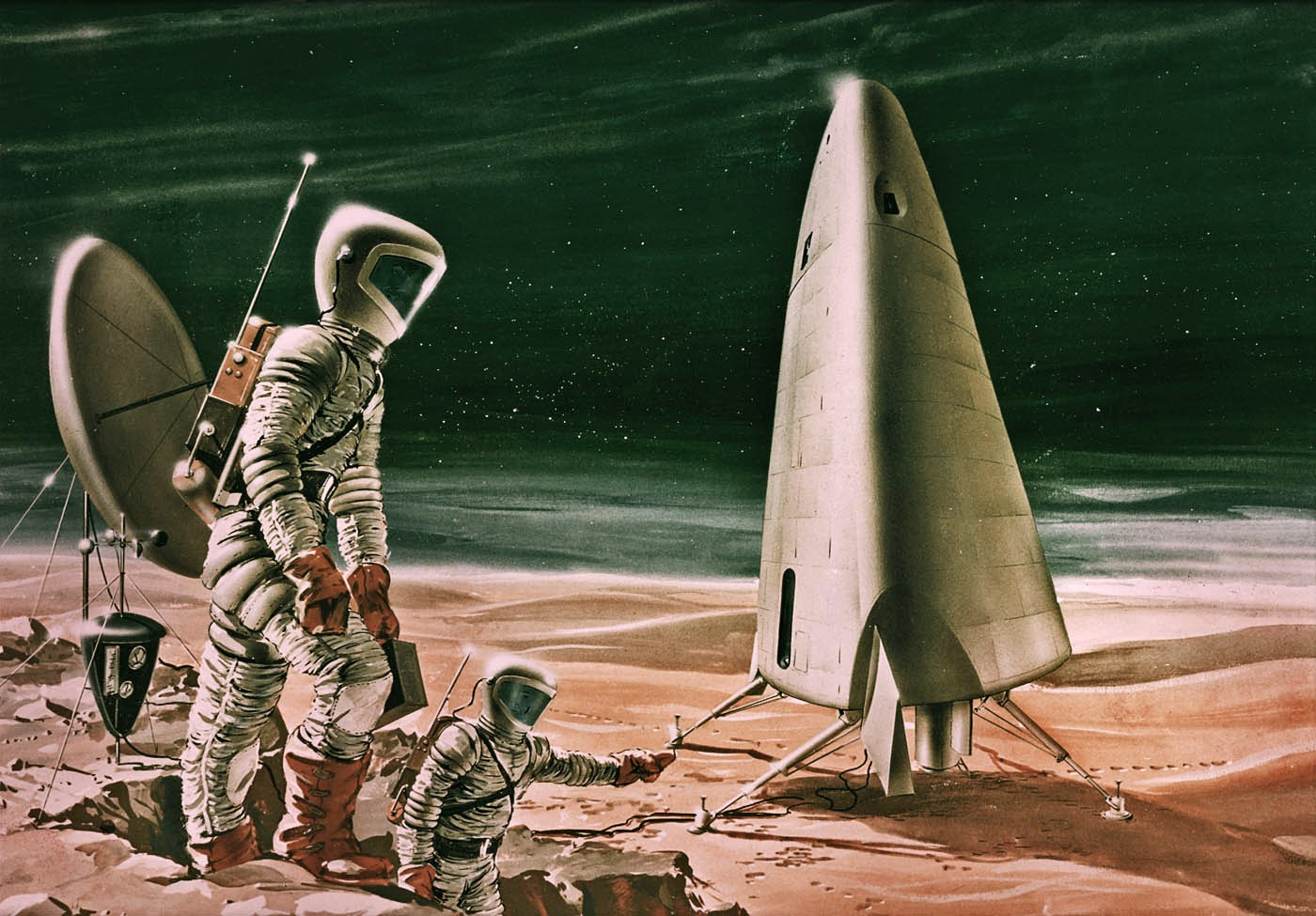
مفهوم فنان تخيلى لرحلة وحدة المريخ (MEM) المقترحة في دراسة وكالة ناسا في عام 1963.

في عام 1962، أيرو نيوترونك فورد، جنرال ديناميكس والصواريخ والفضاء شركة لوكهيد بحوث ودراسات من التصاميم بعثة المريخ كجزء من وكالة ناسا مركز مارشال لرحلات الفضاء «مشروع إمباير». وأشارت هذه الدراسات أن بعثة المريخ (ربما بما في ذلك الرحلة إلى فينوس) يمكن أن يتم مع إطلاق ثمانية صواريخ ساتيرن الخامس المعززة والتجمع في مدار منخفض حول الأرض، أو ربما مع إطلاق واحدة من مركبة افتراضية ثقيلة «آخر زحل». على الرغم من أن البعثات إمباير كانت دراسات فقط، ولم تتحول أبدا إلى مشاريع ممولة، وكان هذا أول تحليل مفصل لما يمكن الذي سيستغرقه إنجاز رحلة بشرية إلى المريخ باستخدام بيانات من رحلات الفضاء ناسا الفعلية، وضعت الكثير من أسس للدراسات المستقبلية، بما في ذلك دراسات مهمة كبيرة من خلال شركة تي آر دبليو، أمريكا الشمالية، فيلكو، لوكهيد، دوغلاس، وجنرال ديناميكس، جنبا إلى جنب مع العديد من الدراسات لناسا .
بعد نجاح برنامج أبولو، دعا فون براون إلى إرسال بعثة مأهولة إلى المريخ باعتباره تركيزا لبرنامج ناسا الفضائي المأهول. تستخدم اقتراح فون براون زحل V معززات لإطلاق المراحل العليا التي تعمل بالطاقة النووية (نيرفا) التي من شأنها أن تطلق اثنين من المركبات الفضائية ذات طاقم من ستة أفراد في مهمة مزدوجة في الثمانينات في وقت مبكر. أخذ هذا الاقتراح بعين الاعتبار من قبل ريتشارد نكسون (الرئيس فيما بعد) لكنه أستبعد فيما بعد لصالح اعتماد برنامج مكوك الفضاء.

#### مقترحات البعثة السوفيتية (1956 وحتى 1970)
كان المجمع المريخى التجريبى أو "MPK" اقتراحا من قبل ميخائيل Tikhonravov من الاتحاد السوفياتي لبعثة المريخ المأهولة، وذلك باستخدام (اقترح) صاروخ N-1، في دراسات من 1956 إلى 1962.
مركبة فضائية ثقيلة بين الكواكب ‏ (المعروفة بالاسم الروسي المختصر TMK) تم إقراره كإقتراح باستكشاف الفضاء في الاتحاد السوفياتي في الستينات لإرسال رحلة مأهولة إلى المريخ والزهرة (تصميم TMK-MAVR) دون الهبوط. وكان من المقرر إطلاقها في عام 1971، وتقرر أن تستغرق الرحلة الطويلة مدة ثلاث سنوات بما في ذلك التحليق فوق المريخ في الوقت الذي أقترح فيه إسقاط مركبات صغيرة فضائية TMK. وكان من المقرر أن المشروع TMK يطرح كإجابة من الاتحاد السوفيتي إلى الولايات المتحدة الأمريكية ردا على رحلتهم المأهولة للهبوط على سطح القمر. وقد تم الإنتهاء من المشروع والإنتهاء منه نهائيا لأن الصاروخ المطلوب N1 لم يطلق بنجاح أبدا.

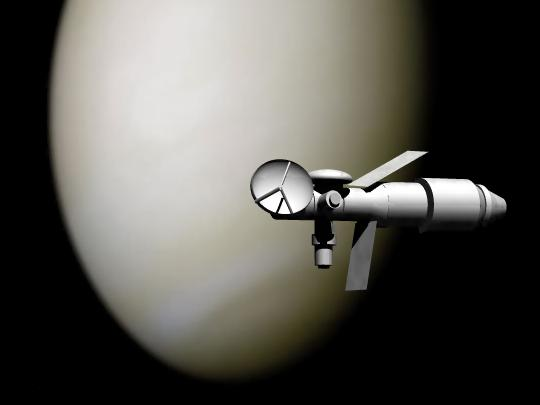
تصور الفنان للمركبة TMK-MAVR

و كان المجمع الإستكشافى للمريخ ، أو "MEK" (1969) اقتراح سوفياتي آخر لرحلة إلى المريخ التي ستستغرق طاقم من ثلاثة إلى ستة رواد إلى المريخ والعودة لمدة البعثة التي ستستغرق ما مجموعه 630 أيام.

#### الحال بالنسبة لكوكب المريخ (1981-1996)
بعد برنامج فايكينغ درست البعثات إلى المريخ، بين عامي 1981 و 1996 وعقدت سلسلة من المؤتمرات سميت قضية المريخ في جامعة كولورادو في بولدر. دعت هذه المؤتمرات إلى الاستكشاف البشري للمريخ، وقدمت المفاهيم والتكنولوجيات، وعقد سلسلة من ورش العمل لتطوير مفهوم الخط الأساسي للبعثة. كان مفهوم خط الأساس ملحوظ في أنه اقترح استخدامفي الموقع استخدام الموارد لتصنيع الصواريخ تعمل بالوقود لرحلة العودة باستخدام موارد كوكب المريخ. وقد نشرت هذه الدراسة المهمة في سلسلة من المجلدات الإجراءات نشرت من قبل الجمعية الأمريكية للملاحة الفضائية. قدمت المؤتمرات في وقت لاحق في سلسلة عدد من المفاهيم البديلة، بما في ذلك «المريخ المباشر» مفهوم روبرت زوبرن وديفيد بيكر، و «خطوات إلى المريخ» اقتراح جيفري أ. لانديس، التي اقترحت خطوات وسيطة قبل الهبوط على سطح المريخ، بما في ذلك بعثات بشرية إلى فوبوس، و «استكشاف رائع» وهو اقتراح من مختبر لورانس ليفرمور الوطني، وغيرها.

#### مبادرة استكشاف الفضاء ناسا (1989)

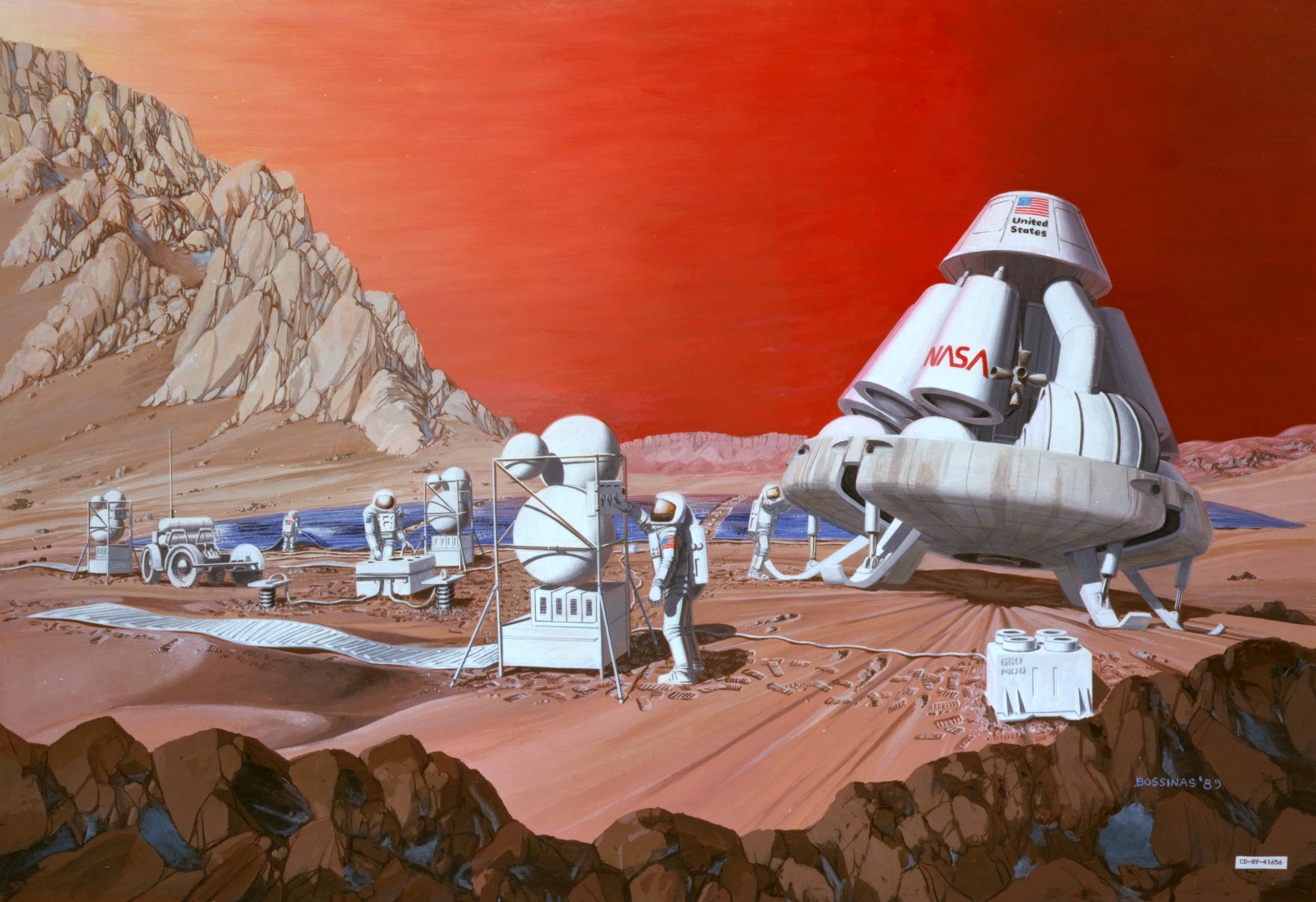
مفهوم الفنان لبعثة الإنسان على سطح المريخ
1989 اللوحة التي رسمها ليه Bossinas من مركز البحوث لويس لناسا

رداً على المبادرة الرئاسية، قدمت ناسا دراسة لمشروع لاستكشاف البشر للقمر والمريخ، باعتبارها مشروع متابعة مقترحة على محطة الفضاء الدولية. أدى هذا في التقرير، المدعو دراسة التسعون يوما, لقد اقترحت الوكالة خطة طويلة الأجل تتكون من استكمال محطة الفضاء بأنه «الخطوة التالية الحاسمة في جميع المساعي في مهماتنا الفضائية،» العودة إلى القمر وإقامة قاعدة دائمة، ومن ثم إرسال رواد فضاء إلى المريخ. وقد انتقد هذا التقرير على نطاق واسع حيث أنه معقد جدا ومكلف، وألغيت كل التمويلات المشتملة على بعثات بشرية وراء مدار حول الأرض بواسطة الكونغرس.

#### المريخ مباشرة (أوائل التسعينات)
بسبب بعد المسافة بين المريخ والأرض، فإن بعثة المريخ يتوقع أن تكون أكثر خطورة بكثير وأكثر تكلفة من الرحلات المأهولة الماضية إلى القمر . أن إمدادات الوقود يجب أن تكون مجهزة إستعدادا لرحلة ذهابا وإيابا تستغرق 2-3 سنوات وتقوم المركبة الفضائية التي يجب أن تكون مصممة بطريقة جزئية مع التدريع على الأقل لمجابهة الإشعاع الشمسي الشديد. ورقة عام 1990 من قبل روبرت زوبرن وديفيد بيكر، ثم من شركة مارتن ماريتا، اقترح تخفيض كتلة مهمة (وبالتالي التكلفة) مع تصميم البعثة في الموقع باستخدام استخدام الموارد لتصنيع الداسر من الغلاف الجوي للمريخ. ووجه هذا الاقتراح على عدد من المفاهيم التي وضعتها سلسلة المؤتمرات السابقة
"
Case for Mars". على مدى العقد المقبل، وقد تم تطوير هذا الاقتراح من قبل زوبرن إلى مفهوم البعثة، المريخ مباشرة، التي طورها في كتاب، القضية لكوكب المريخ (1996). ودعت البعثة من قبل جمعية المريخ، التي تأسست في عام 1998 زوبرن، وخطة عملية ومعقولة لبعثة المريخ المأهولة.

#### جامعة الفضاء الدولية (1991)
في عام 1991 في تولوز، فرنسا، درست في جامعة الفضاء الدولية بعثة دولية بشرية إلى المريخ . اقترحوا طاقم من 8 السفر إلى المريخ في سفينة تعمل بالطاقة النووية مع الجاذبية الاصطناعية التي توفرها بالتناوب. على السطح، تحت ضغط 40 طن على البيئة، حيث تصل إلى 10 أرطال وتعمل بالطاقة الضوئية من قبل مجموعة 40 كيلو واط.

#### تصميم ناسا للبعثات المرجعية (حقبة التسعينات)
في التسعينيات وضعت ناسا عدة مستويات لفهم الهياكل الإستكشافية البشرية للمريخ. كان واحداً من هذه التصميمات لناسا تصميم بعثة المرجع 3.0 (DRM 3.0). وكانت دراسة أجريت من قبل فريق استكشاف المريخ في ناسا في مركز جونسون الفضائي في ناسا (JSC) في التسعينات. أفراد يمثلون العديد من مراكز ناسا الميدانية صياغة «بعثة المرجع» معالجة الاستكشاف البشري للمريخ. الخطة تصف بعثة بشرية إلى المريخ مع مفاهيم العمليات والتقنيات لاستخدامها بوصفها أول خطوة من نوعها في البنية الهندسة المعمارية للمرجع لبعثة المريخ التي تبني على عمل سابق، وبصورة رئيسية على عمل الفريق التجميعي (1991) و (1991) المفاهيم زوبرن لاستخدام الدواسر (propellants) المستمدة من الغلاف الجوي للمريخ. كان الغرض الأساسي من بعثة المرجع هو لتحفيز مزيد من التفكير وتطوير النهج البديلة، التي يمكن أن تحسن فعالية، والحد من المخاطر، وتقليل التكلفة. ويمكن إجراء التحسينات على مستويات عدة، فعلى سبيل المثال، في المستويات المعمارية، والمهمة، والنظام.

خطط مختارة أخرى للولايات المتحدة / ناسا (1988-2009):

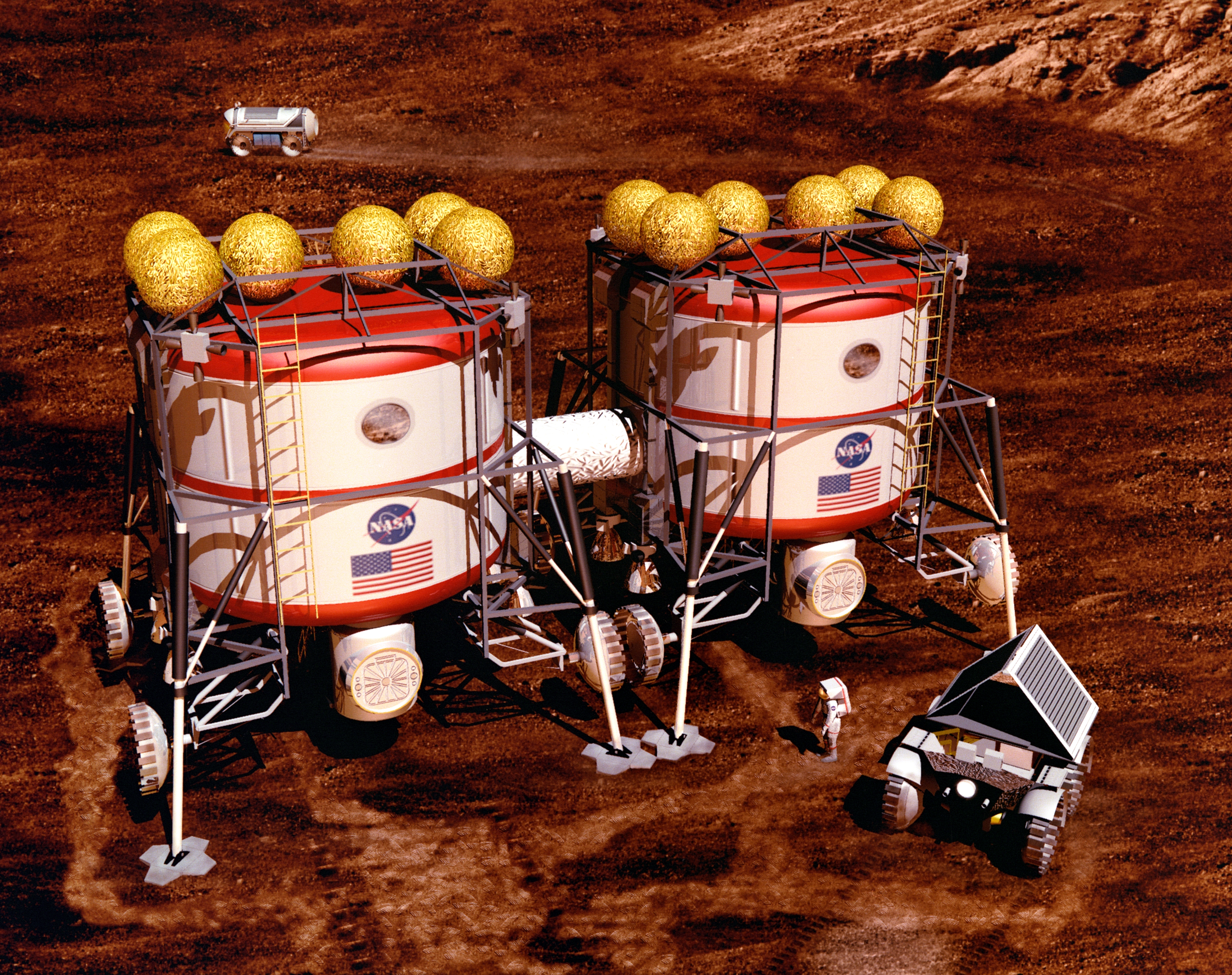
مفهوم ناسا لمواطن البيئة المريخية والمستمدة من العمارة المريخية المباشرة DRA 1.0،. (1995)

1) 1988 «المريخ إكسبيديشن»
2) 1989 «تطور المريخ»
3) 1990 «دراسة 90 يوم»
4) 1991 «مجموعة التجميع»
5]) 1995 "DRM 1"
6) 1997: "DRM 3"
7) 1998 "DRM 4"
8) 1999 «ثنائي لاندرز»
9) 1989 زوبرن، وآخرون. آل .
10) 1994-1999 بوروفسكي، وآخرون.
11) 2000 SERT (SSP)
12) 2002 NEP الجاذبية في الفن
13) 2001 DPT / NEXT
14) لعام 2009 DRA 5

### القرن الواحد والعشرين

#### محطة المريخ المدارية للتجارب (2000/2005)
محطة المريخ المدارية للتجارب (Mars Piloted Orbital Station) والمعروفة أختصاراً بـ (MARPOST)، هي مقترح روسي لمهمة مدارية مأهولة إلى المريخ، وذلك باستخدام مفاعل نووي لتشغيل محركات الصواريخ الكهربائية. هذا الاقتراح قُدّم في أكتوبر 2000 من قبل يوري كاراش من الأكاديمية الروسية للملاحة الفضائية ليكون بمثابة خطوة تالية لروسيا في الفضاء جنبا إلى جنب مع المشاركة الروسية في محطة الفضاء الدولية وقد تم تأكيد البدء في نموذج مصغر للمشروع بحجم 1/30 اعتبارا من عام 2005. وخطط لتكون تصاميم السفينة المقترحة جاهزة في عام 2012، والسفينة نفسها في 2021.

#### وكالة الفضاء الأوروبية - برنامج أورورا (2001+)
وكالة الفضاء الأوروبية لديها رؤية طويلة الأمد لإرسال بعثة بشرية إلى المريخ، مخطط لها أن تتم في عام 2033. وقد قامت الوكالة في عام 2001، بوضع الجدول الزمني المقترح للمشروع، وستبدأ في البداية بالإستكشاف بواسطة الروبوت، ولإثبات هذا المفهوم، سيتم عمل محاكاة بغرض الحفاظ على أرواح البشر على سطح المريخ، وفي نهاية المطاف سوف يتم أطلاق البشر في مهمة مأهولة، ولكن كانت هناك اعتراضات من قبل الدول المشاركة في وكالة الفضاء الأوروبية وغيرها، مما أدى إلى تأخير الجدول الزمني، والذي أصبح موضع تساؤل.

#### خطة وكالة الفضاء الأوروبية / روسيا (2002)
هناك اقتراح آخر لبعثة مكونة من وكالة الفضاء الأوروبية بالاشتراك مع روسيا، تستند على إرسال مركبتان فضائيتان إلى المريخ، تحمل واحدة الطاقم المكون من ستة أشخاص والأخرى تحمل لوازم البعثة. وسوف تستغرق المهمة حوالي 440 يوما لإكمالها، وسيقوم ثلاثة من رواد الفضاء بزيارة سطح الكوكب لمدة شهرين. وسيكلف المشروع بأكمله 20 مليار دولار أمريكي، وسوف تساهم روسيا بمقدار 30٪ من هذه التكلفة.

#### رؤية الولايات المتحدة الأمريكية لاستكشاف الفضاء (2004)

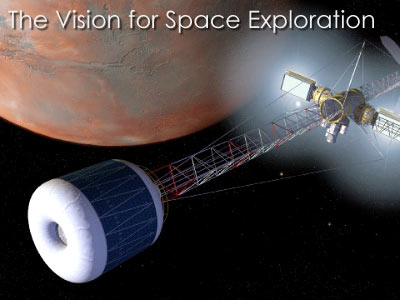

مشروع كوكبة تضمن بعثة أوريون للمريخ.
رئيس الولايات المتحدة جورج بوش أعلن مبادرة مأهولة لإستكشاف الفضاء في 14 يناير 2004، والمعروفة باسم الرؤية لاستكشاف الفضاء. وشمل وضع خطط أولية لمخفر قمري من قبل 2012 وإنشاء موقع استيطاني بحلول عام 2020. وقد حددت مبدئيا البعثات الأولية التي من شأنها أن تساعد على تطوير التكنولوجيا اللازمة خلال العقد 2010-2020 من قبل Adringa وغيرها. في 24 سبتمبر، 2007، لمح مايكل غريفين، ثم مدير ناسا، أن وكالة ناسا قد تكون قادرة على إطلاق بعثة بشرية إلى المريخ قبل 2037. وكانت الأموال اللازمة لتوفيرها عن طريق تحويل 11 مليار $ من بعثات علوم الفضاء لرؤية للإستكشاف البشرى.
وقد ناقشت ناسا عن خطط لإطلاق بعثات المريخ من سطح القمر للحد من تكاليف السفر.

#### جمعية المريخ ألمانيا - بعثة المريخ الأوروبية (EMM) (2005)
اقترحت جمعية المريخ ألمانيا بعثة المريخ المأهولة باستخدام عدة إطلاقات لنسخة محسنة ثقيلة من آريان 5. ستكون هناك حاجة إلى ما يقرب من 5 رحلات لإرسال طاقم من 5 رواد على بعثة تستغرق 1200 يوم، مع حمولة 120,000 كجم (£ 260,000).

#### إدارة الفضاء الوطنية الصينية (CNSA) (2006)
صن لاى يان، المسؤول عن إدارة الفضاء الوطنية الصينية، في 20 يوليو، 2006 أن الصين ستبدأ استكشاف الفضاء العميق مع التركيز على المريخ على مدى السنوات الخمس المقبلة، وخلال الخطة الخمسية الإحدى عشرية (2006-2010). أول برنامج غير مأهول لاستكشاف المريخ يمكن أن يحدث بين 2014-2033، تليها مرحلة تتكون من رحلة مأهولة في 2040-2060 التي تحمل أفراد الطاقم سيكون من شأنه أن يهبط على المريخ والعودة إلى الوطن. في عام 2011، أُعِدّت دراسة المريخ 500 لهذه المهمة المأهولة.

#### خيار الرحلة في إتجاه واحد (2006)؛ للبقاء في المريخ (2006)
فكرة الرحلة في اتجاه واحد إلى المريخ قد اقترحت عدة مرات من قبل ناشط الفضاء بروس ماكينزي على سبيل المثال، في عرض«الطريق الواحد إلى المريخ - إستيطان دائم (البعثة الأولى)» في عام 1998 مؤتمر تطوير الفضاء الدولية،  بحجة أنه يمكن القيام بالبعثة مع صعوبة ونفقة من أقل إذا لم تكن هناك حاجة لرواد الفضاء للعودة إلى الأرض، أول بعثة إلى المريخ سوف تكون إستيطانا وليس زيارة في عام 2006، مهندس ناسا السابق جيمس C. McLane III أعد مقترحا يمثل مخطط البداية لاستعمار المريخ عبر رحلة في اتجاه واحد من قبل إنسان واحد. ظهرت أوراق مناقشة هذا المفهوم في سبيس ريفيو, مجلة هاربرز, سيرش ماجازين  and نيو يورك تايمز.
المريخ للبقاء هو مقترح ينص أن رواد الفضاء الذين سيرسلون إلى المريخ للمرة الأولى يجب أن يبقوا هناك إلى أجل غير مسمى، وذلك للحد من تكلفة البعثة ولضمان إنشاء مستوطنات دائمة فوق المريخ. من بين العديد من أبرز دعاة المريخ للبقاء، هو رائد الفضاء السابق في مشروع أبولو باز الدرين وهو الذي روج صراحة واقترح في العديد من المحافل «ننسى القمر ، دعونا نرنو إلى المريخ!»  في حزيران عام 2013، كتب الدرين رأيا نشر في نيويورك تايمز يقول بدعم بعثة مأهولة إلى المريخ وترقب القمر «ليس كوجهة وصول ولكن أكثر كنقطة انطلاق، وتلك واحدة من النظريات التي ستضع البشرية على مسار إلى منزل في المريخ ويصبح كوكبا زوجي الأنواع.»

#### تصميم ناسا للمهمة -الأصدار 5.0 (2007)
أفرجت وكالة ناسا عن التفاصيل الأولية لأحدث نسخة للمفاهيم التخيلية لمهمة استكشاف الإنسان للمريخ. (عرض تقديمي موجود على هذا الرابط) وقدمت الدراسة تطوير للمفاهيم المتقدمة السابقة في ناسا (DRM) وتحديثها لتستوعب التغيرات الحديثة التي طرأت على من تكنولوجيا الإطلاق الحالية.

#### تصميم بعثة مارس درايف (2008)
ظلت منظمة مارس درايف تعمل في سلسلة تصاميم بعثة بشرية جديدة بدءاً من المريخ بكلفة أقل وقد تم تجاهل العديد من تصميم البرنامج الحالي من المريخ بعناصر أقل تحت إدارة المهندس رون كوردس كما جرى استعراض مارس درايف DRM 2.5 في يونيو 2008. وتركز بعض فلسفة تصميمها على استخدام أنظمة مركبة الإطلاق الحالية على المدى الحالي أو القريب، المستوطنات البشرية الدائمة، سطح المفاهيمي أنظمة إى دى إل وتعزيز IS. تصميمها الحالي في عام 2012 بعنوان «جاهز للمريخ» ويركز على استخدام مركبات هبوط فايكنغ صغيرة لحل مشاكل الدخول وتحدي الهبوط. الأساليب المقترحة لتمويل البعثة هي أيضا بديلا للخطط التي تمولها الحكومة الحالية مع نهج كونسورتيوم خاصة يجري التحقيق فيها.

#### ناسا التصميم المرجعي لبعثة العمارة 5.0 (2009)

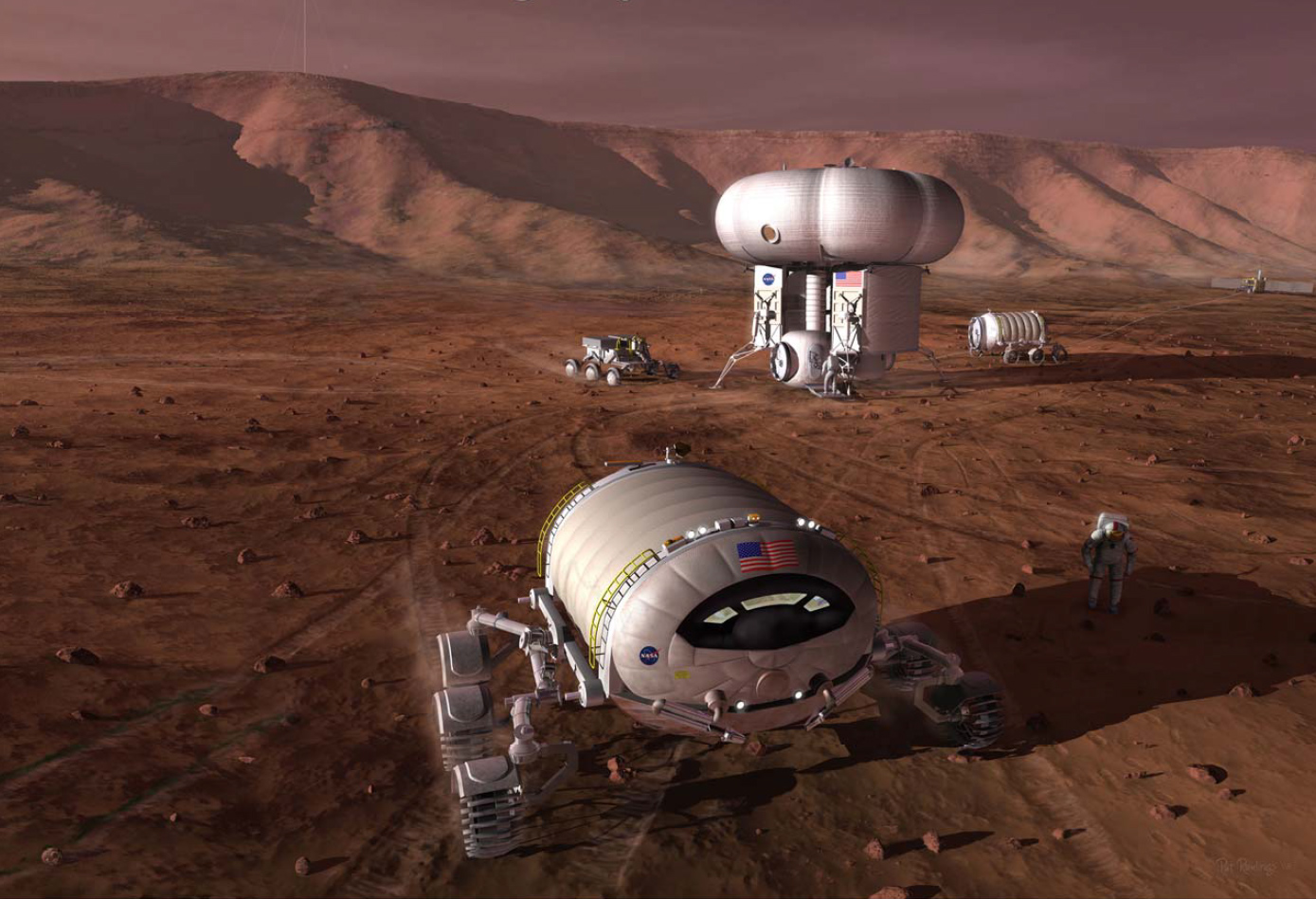
DRMA 5.0 "" خيار قاعدة ركاب مريخية كيميائية الدفع (2009)

أصدرت وكالة ناسا نسخة محدثة من DRM 5.0 لوكالة ناسا في أوائل عام 2009، ويضم استخدام قاذفة آريس V ، أوريون CEV، وتحديث المهمة التخطيط. في  هذه الوثيقة.

#### بعثات متقشفة بشرية إلى المريخناسا (2009)
إستكمال خارجى من DRAMA 5.0، خطط لبعثة المريخ المأهولة مع الدفع الكيميائي. Austere Human Missions to Mars

#### الولايات المتحدة الأمريكية - مدار المريخ بحلول منتصف العقد الثالث - (2010)
في خطبة السياسة الفضائية الكبرى في مركز كنيدي للفضاء في 15 أبريل 2010، الرئيس الأمريكي باراك أوباما توقع بعثة المريخ المأهولة تصل إلى مدار الكوكب قبل منتصف 2030، تليها الهبوط على سطح الكوكب:
«أعتقد أننا سنتمكن من إرسال بشر إلى مدار حول المريخ وإعادتهم سالمين إلى الأرض. وسيتبع ذلك الهبوط على سطح المريخ. وأعتقد أنني سأكون على قيد الحياة في وقت حدوث ذلك.»
وقد أقر الكونجرس الأمريكي توجه ناسا الجديد الذي يشمل إلغاء خطط بوش للعودة إلى القمر بحلول عام 2020 وتعرض بدلا من ذلك استكشاف الكويكبات في عام 2015 والذهاب في مدار حول المريخ في عام 2030 أو الأعوام التي تليه.

### عروض البعثة الروسية (2011)
قدم علماء روس عدد من التصورات والمقترحات حول إرسال بعثات مريخية. وكان من المقرر إرسال البعثات بين عامي 2016 و2020 وأن تكون المركبة الفضائية مأهولة بطاقم مكون من أربعة إلى خمسة رواد فضاء يمضون ما يقرب من عامين في الفضاء.
[بحاجة لمصدر]
في أواخر عام 2011، أتمت كل من الوكالة الفضائية الروسية ونظيرتها الأوروبية التجربة الأرضية مريخ-500. وقد اكتملت التجربة الطبية الحيوية التي تحاكي إرسال بعثة مأهولة إلى المريخ في روسيا في يوليو 2000.